# Хуан Естебан Монтеро Родрігес
Хуан Естебан Монтеро Родрігес (ісп. Juan Esteban Montero Rodríguez; 12 лютого 1879, Сантьяго де Чилі — 25 лютого 1948, Сантьяго де Чилі,) — чилійський юрист і політик. Віцепрезидент Чилі з 27 липня по 3 вересня 1931 року; президент Чилі з 15 листопада 1931 року по 4 червня 1932 року.

## Біографія
Закінчивши юридичний факультет у 1901 році, Монтеро практикував право та викладав цивільне та римське право в Чилійському університеті. Після падіння президента Карлоса Ібаньєса дель Кампо (26 липня 1931 р.) Був призначений міністром внутрішніх справ віцепрезидентом Педро Опасо, який наступного дня подав у відставку, призначивши Монтеро віцепрезидентом.
Монтеро призначив президентські вибори, але достроково подав у відставку, щоб балотуватися на посаду, залишивши віце-президентство міністру внутрішніх справ Мануелю Трукко. Тріумфально обраний, здобувши 64 % голосаів виборців, завдяки підтримці радикалів, консерваторів та лібералів, Монтеро вступив на посаду 15 листопада 1931 року, обіймаючи віцепрезидентство до 4 грудня, дати початку свого чергового мандату. 4 червня 1932 року він був скинутий військовим переворотом під керівництвом полковника ВПС Мармадука Гроув, який встановив військову хунту під головуванням Артуро Пуги і проголосив Соціалістичну Республіку Чилі.